# Van Zandt megye
Van Zandt megye az Amerikai Egyesült Államokban, azon belül Texas államban található. Megyeszékhelye és legnagyobb városa Canton. Lakosainak száma 59 541 fő (2020. április 1.). Van Zandt megye Hunt, Kaufman, Wood, Smith, Henderson és Rains megyékkel határos.

## Népesség
A megye népességének változása:
| Lakosok száma | 52 659 | 52 667 | 52 407 | 52 481 | 53 547 | 59 541 |
|               | 2010   | 2011   | 2012   | 2013   | 2015   | 2020   |